# 인식

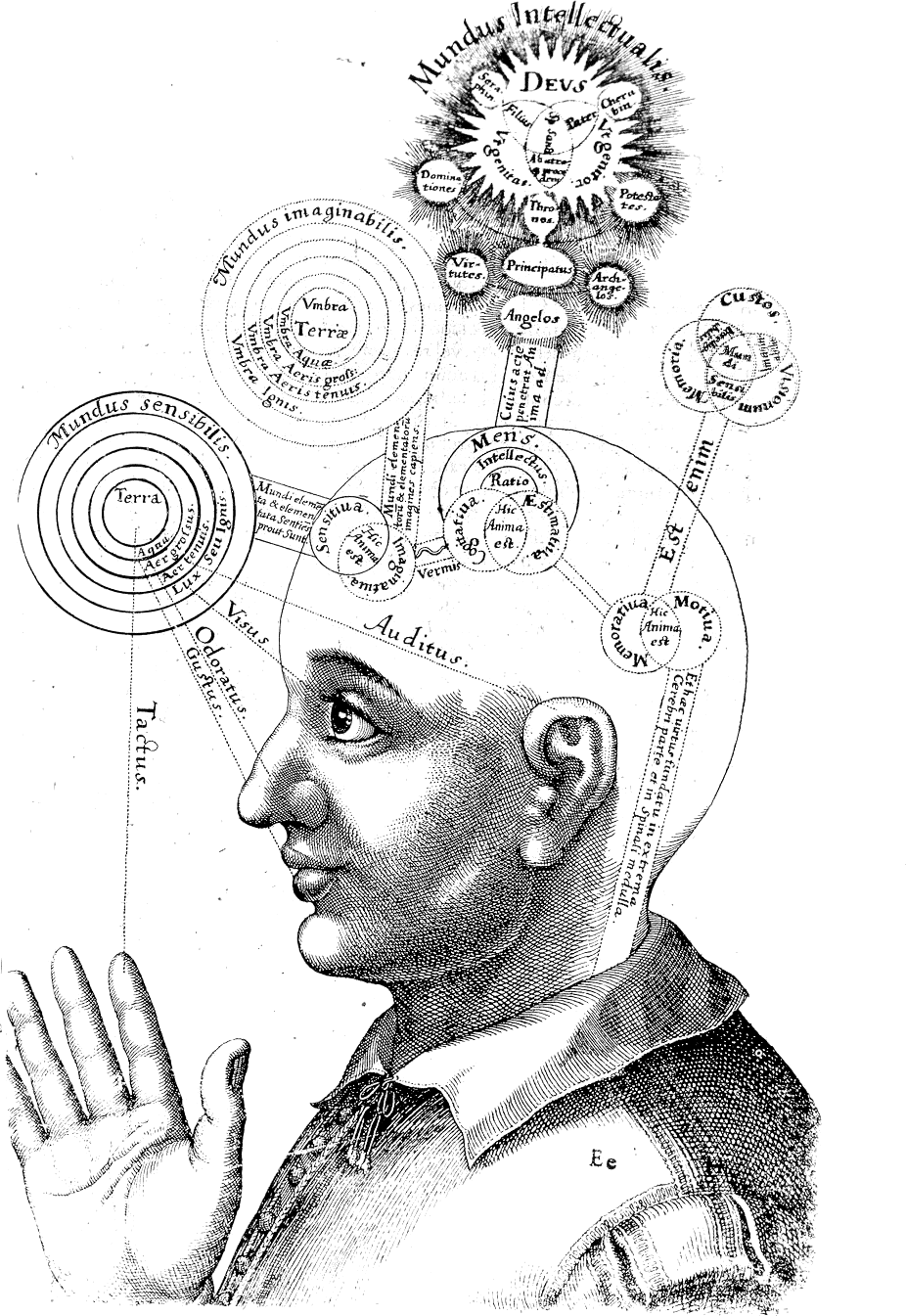

인식(認識, cognition) 또는 인지(認知)는 대상을 아는 일이다. 객관적 실재의 의식으로부터의 반영이다.
인식은 인간의 실천에서 시작되며, 실천을 통해서 처음으로 감각적 직관에 의한 직접적·개별적·구체적인 감성적 인식이 형성된다. 이는 사물의 본성을 포착한 것이 아니라 외면적인 인상을 인지하는 것이다. 이 감성적 인식을 방침으로 하여 다시 실천을 계속하면 그릇된 점은 정정되고 다른 사물과의 비교·구별 등을 통하여 개념·판단·추리를 하며 사물의 본질적인 이성적 인식을 얻는다. 이 이성적 인식을 일반적으로 인식이라 부른다. 참된 의미에서의 이성적 인식(진리)은 개인적 실천뿐만 아니라 인간 사회의 역사적 축적, 다수의 인식(집단성)으로 이루어 지게 된다.

## 심리학에서의 인식
과학으로서 심리학에서도 인식이라는 개념, 용어가 사용된다. 심리학의 경우, 기본적으로 소박실재론을 전제하여 철학과는 다른 개념이다.
심리학이나 다른 관련분야에서는 인식(cognition}과 인지가 서로 같은 용어에 해당하며 인지로 번역되는 경우가 많다. 예로 인지과학(cognitive science)으로, 심리학의 한 분야인 인지심리학(cognitive psychology)으로 번역된다. 인지기능은 지능의 토대가 되고 정서와 매우 밀접한 관련을 가진다.
한편 인지(또는 인식)는 자극을 받아들이고, 저장하고, 인출하는 일련의 정신 과정으로 지각, 기억, 상상, 개념, 판단, 추리를 포함하여 무엇을 안다는 것을 나타내는 포괄적인 용어로 쓴다.
많은 연구에서 의식적인 처리는 비의식적인 처리와 병행처리되는 것으로 과학자들은 받아들이고 있다. 파이현상(phi phenomenon) 등에서 알 수 있는 것처럼 인지기능에서 예측이나 준비반응은 지각, 기억뿐만 아니라 상상, 개념, 판단, 추리와 매우 밀접한 관련이 있는 것으로 여겨진다.
또한 일부 과학자들은 언어가 지능의 부산물일 수도 있지만 지능이 언어의 부산물일 경우에서 더 쉽게 언어와 지능의 상관관계가 이해될 수 있다는 점에 주목하기도 한다.

## 같이 보기
- 언어습득장치
- 휴리스틱 이론
- 인지부조화 이론